# Girls Under Glass
Girls Under Glass (GUG) ist eine Band, die 1986 von Thomas Lücke (Gesang), Hauke Harms (Programmierung, Keyboard) und Volker Zacharias (Gitarre) als Nachfolgeband von Calling Dead Red Roses in Hamburg gegründet wurde.
Ursprünglich als Gothic-Rock-Band gegründet, setzten sich die Girls Under Glass schon früh über Genre-Grenzen hinweg und ließen neben klassischen Wave- & Gothic-Einflüssen auch Metal- und Elektronik-Elemente in ihre Musik einfließen.

## Geschichte
Die Band wurde im Frühjahr 1986 gegründet und gab im Mai desselben Jahres ihren ersten Live-Auftritt in der Hamburger Diskothek „Kir“. Wenig später erschien die Demo-Kassette „The Question – The Answer – Pop“, auf der unter anderem Titel wie „Humus“ und „Armies Walking“ in Rohversionen enthalten sind.
Im darauffolgenden Jahr veröffentlichten Girls Under Glass auf der Compilation „Gore Night Show“ das Stück „Tomorrow Evening“, der im März 1987 in einer Live-Session im White Noise Studio Hamburg aufgenommen wurde. Gleichzeitig begannen die Aufnahmen zum ersten Album „Humus“, das von Christian Mevs (Slime) produziert wurde. Als Bassist fungierte der Gastmusiker Dr. Fluch.
Da kein Label bereit war, das Album zu produzieren, entschied die Band sich, das Albums selbst zu finanzieren. Im März 1988 erschien auf dem Label Überschall Records das Debüt „Humus“ in einer Auflage von 500 Stück: Innerhalb von zwei Monaten wurde das Album zweimal neu aufgelegt. Es folgten Konzerte mit The Neon Judgement, Attrition und Fields of the Nephilim. Zusammen mit Bands wie Red Lorry Yellow Lorry spielten Girls Under Glass im September 1988 auf dem Independent-Festival im Bremer Schlachthof.
Die zweite Vinyl-Veröffentlichung „Ten Million Dollars“ kam im Januar 1989 auf den Markt, blieb jedoch ohne kommerziellen Erfolg. Für anstehende Auftritte wurden Marcel Zürcher (Abwärts) als Schlagzeuger und Olaf von Ridder als Bassist (1988–1989) herangezogen. Für die Aufnahmen des kommenden Albums „Flowers“ wurde Axel Ermes von Cancer Barrack als Bassist eingesetzt und als festes Mitglied in die Band integriert. Volker Zacharias, der zunächst für beide Bands aktiv war, stieg unterdessen bei Cancer Barrack als Sänger aus, um sich stärker auf seine Rolle bei Girls Under Glass konzentrieren zu können.
Am 15. Januar 1990 kam das zweite Album „Flowers“ auf dem Hamburger Label Collision Records heraus. Bis zu diesem Zeitpunkt produzierten Girls Under Glass konventionellen Gothic Rock im Stil von The Sisters of Mercy und Fields of the Nephilim. Auf dem 1991 veröffentlichten Album „Positive“, das von Rodney Orpheus (Cassandra Complex) produziert wurde, kamen verstärkt Elektronik- und harte Rock-Komponenten zum Einsatz. Das Album wurde als „Bastard zwischen Revolting Cocks, Cassandra Complex und The Sisters of Mercy“ umschrieben und präsentiert Volker Zacharias erstmals als neuen Sänger. Auf der gleichnamigen Tour fungierten Project Pitchfork als Vorgruppe.
Die vierte LP „Darius“ ist ein vielschichtiges Dark-Wave-Album mit Metal-Einflüssen, auf dem wieder mehrere Gastmusiker beteiligt waren. So kam mit Markus Giltjes (Pink Turns Blue, Project Pitchfork) beispielsweise erstmals ein echter Schlagzeuger zum Einsatz. Peter Heppner von Wolfsheim konnte für die Tracks Grey in Grey und Reach for the Stars als Gastsänger gewonnen werden. Letzterer Song erschien in einer Alternativ-Version auf der Compilation „040 – Hamburg Strikes Back!“. Ein Remix zu Grey in Grey wurde 1993 auf dem Sampler „Electrocity Vol. 3“ veröffentlicht.
Mit dem Werk „Christus“ kehrte die Band zu den härteren Klängen des Albums „Positive“ zurück. Wie schon auf „Darius“ wirkten Markus Giltjes als Schlagzeuger und Raj Sen Gupt als Gitarrist mit. Für die folgende Tour wurde Gupta durch Robert Wilcocks ersetzt, der die Band auch in den folgenden drei Jahren begleitete.
Im selben Jahr erschien auch das Debüt „Fractal 1“ von Trauma, einem Seitenprojekt, das von Volker Zacharias und Hauke Harms ins Leben gerufen wurde. Musikalisch bewegte sich das Projekt zwischen New Age und Trance, das zweite Album „Construct“ von 1995 wurde unter anderem von Peter Spilles (Project Pitchfork) produziert. Spilles arbeitete zudem an dem Stück Le Chant de Baleine („Walgesang“), das ebenfalls auf dem Album „Construct“ zu finden ist. Bis ins Jahr 1998 veröffentlichten Trauma drei Alben und eine Maxi.

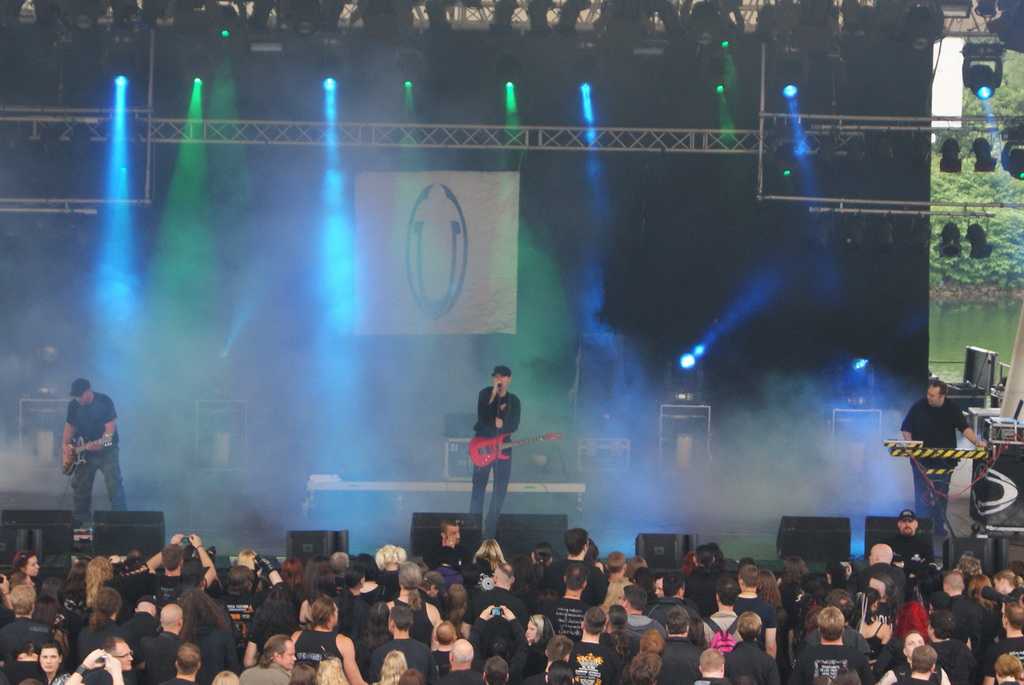
Live in Gelsenkirchen 2010

Nachdem die 1994er EP „Down in the Park“ den neuen stilistischen Kurs bereits andeutete, ließen Girls Under Glass mit dem Best-of-Album „Exitus“ ihre Gothic-/Dark-Wave-Phase hinter sich. Es erschienen die Alben „Crystals & Stones“ und „Firewalker“, auf denen die Band verstärkt Pop-, Techno-, Industrial-Metal- und Trip-Hop-Elemente nutzte.
2006 erschien eine Live-DVD, die auch Songs des letzten Albums „Zyklus“ enthält, bei dem Peter Spilles erneut als Gastmusiker auftrat – er sang mit Volker „Zaphor“ Zacharias die Rocknummer Ohne dich ein.
Seitdem traten Girls Under Glass in den Folgejahren als Trio (Zacharias, Ermes, Baumgart) vereinzelt auf diversen Festivals auf.  Die beiden Girls-Members Zacharis und Ermes arbeiteten indes gemeinsam mit Rodney Orpheus und Andy Booth an dem Nachfolgewerk der Band The Cassandra Complex, welches nach langer Pause und final im Jahr 2022 als "The Plague" digital veröffentlicht wurde.
Im Jahre 2016, 30 Jahre nach Bandgründung, traten Girls Under Glass erstmals seit mehr als zwei Jahrzehnten wieder in der Originalbesetzung auf. Das erste Konzert in dieser Formation fand am 7. Mai 2016 in der Markthalle Hamburg statt. Tom Lücke, Sänger der Gründungsformation, wurde für einen Humus & Flowers „Song-Block“ auf die Bühne eingeladen (26 Jahre nach dem Ausstieg des Sängers aus der Band). Es folgten in den Jahren 2016 und 2017 dann noch weitere Auftritte in dieser Originalbesetzung auf dem WGT 2016 und dem NCN Festival 2017. Die Besetzung bestand in den Jahren 2016 und 2017 aus Volker Zacharias, Axel Ermes, Hauke Harms und Tom Lücke; stets begleitet vom langjährigen Weggefährten Lars Baumgardt an der E-Gitarre. Ende 2017 verließ Hauke Harms mit zwei Abschiedskonzerten in Bremen und Berlin die Band. 2018 meldeten sich Girls Under Glass mit dem neuen Song „Endless Nights“ zurück, der auch bei dem einzigen Live-Auftritt auf dem Amphi-Festival in Köln gespielt wurde. 2019 spielen Girls Under Glass mit Originalsänger Tom Lücke auf einigen Festivals und einer exklusiven Soloshow in Hamburg ein Programm mit Songs aus der Frühphase 1986–89. Zu diesem Zeitpunkt plant die Band auch weitere neue Songs zu veröffentlichen.
2021 und 2022 arbeitete die Band in der Besetzung Volker Zacharias, Tom Lücke, Axel Ermes und Falko Grau an einem neuen Album, welches im Juni 2023 als CD, 2CD-Artbook, Vinyl und digital über Dependent Records erscheint. 

## Diskografie

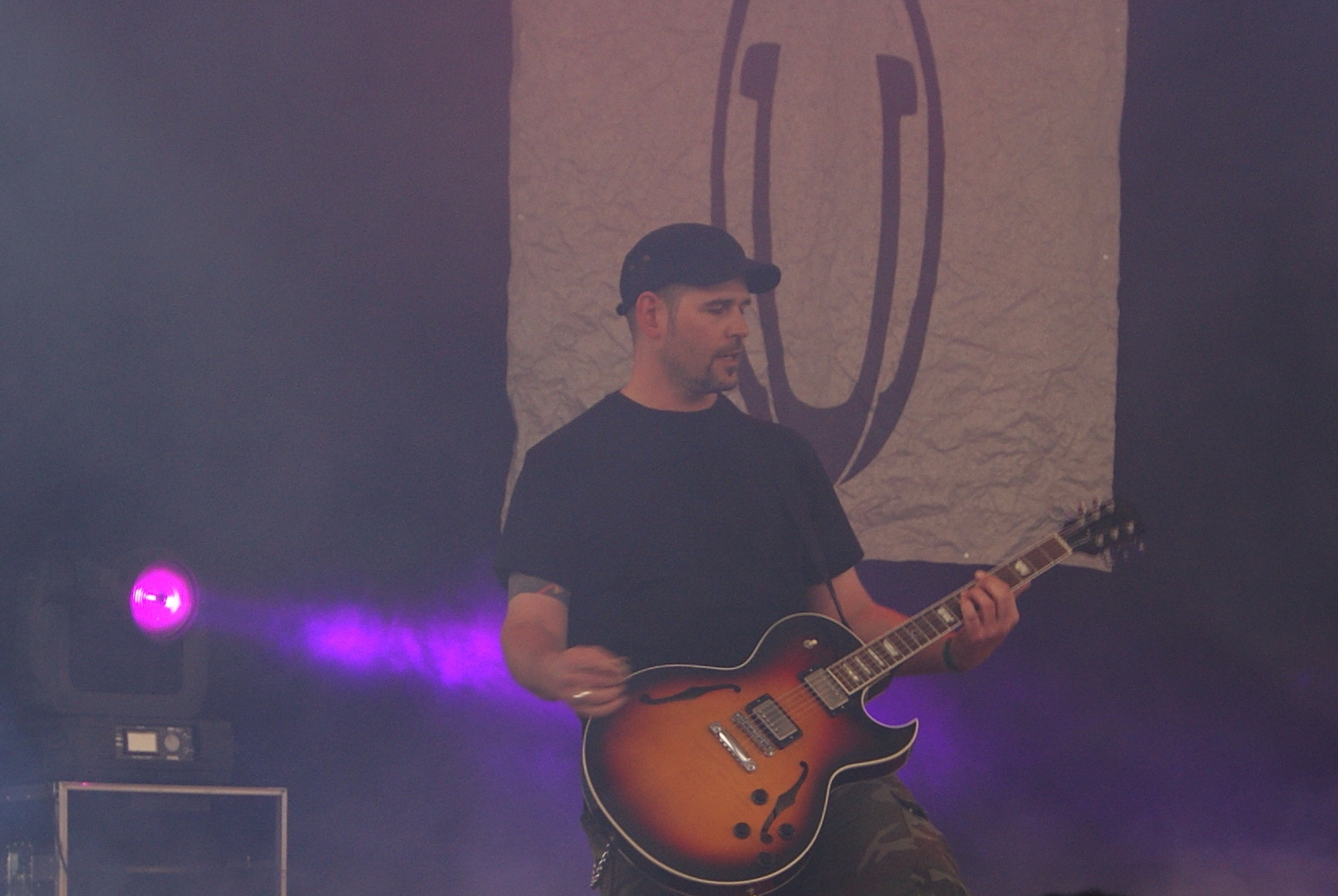
Live auf dem Blackfield Festival 2010

### Girls Under Glass
- 1986: The Question – The Answer – Pop (MC)
- 1988: Humus (LP / CD)
- 1989: Ten Million Dollars (12" Single)
- 1990: Flowers (LP / CD)
- 1990: Random (12" Single)
- 1991: Positive (LP / CD)
- 1991: Never Go (7" Single)
- 1991: Live at Soundgarden (LP / CD)
- 1992: Darius (LP / CD)
- 1993: Christus (LP / CD)
- 1994: Down in the Park (EP)
- 1995: Exitus (Best Of, 2CD)
- 1995: Die Zeit (CDM)
- 1995: Crystals & Stones (CD)
- 1997: Firewalker (CD)
- 1999: Nightmares (Best of, CD)
- 1999: Equilibrium (CD)
- 2001: Minddiver (CD)
- 2001: Frozen (CDS - Promo)
- 2002: Erinnerung (CDM)
- 2003: In Light & Darkness (Live-Album, 2CD)
- 2004: Ohne Dich feat. Peter Spilles (CDM)
- 2005: Zyklus (CD)
- 2005: Touch Me (CDM)
- 2006: Focus (DVD)
- 2016: The Question – The Answer – Pop (LP)
- 2018: Endless Nights (digitale Single)
- 2023: Backdraft (CD, Artbook, Vinyl, digital)

### Trauma
- 1993: Fractal 1 (CD)
- 1994: Silent Mission (CDM)
- 1995: Construct (CD)
- 1998: Phase 3 (CD)